# مكتب التحقيقات الفيدرالي
مكتب التحقيقات الفيدرالي أو مكتب التحقيق الاتحادي أو أف.بي.آي، هو وكالة حكومية تابعة لوزارة العدل الأمريكية وتعمل كوكالة استخبارات داخلية وقوة لتطبيق القانون في الدولة. للأف بي آي سلطة قضائية على أكثر من 200 جريمة فيدرالية. وقد تأسست الوكالة عام 1908 تحت اسم مكتب التحقيقات وتم تغييره إلى الاسم الحالي عام 1935.
يوجد مقر مكتب التحقيق الاتحادي في مبني جي ادغار هوفر في واشنطن، لـ(أف بي آي) 56 مكتب تحقيق مركزي منتشرة في المدن البارزة في الولايات المتحدة، وأكثر من 350 مكتب تحقيق محلي في المدن والمناطق الأقل أهمية، بالإضافة إلى 60 مكتب تحقيق دولي في القنصليات والسفارات الأمريكية حول العالم.

## المهمة والأولويات والميزانية

### الرؤية والمسؤوليات
بشكل عام يقوم الـ(أف.بي.آي) على حماية الولايات المتحدة والدفاع عنها، إنفاذ القوانين الاتحادية وتحقيق العدالة الجنائية على كافة الأراضي الأمريكية.
وبشكل أخص فالـ(أف.بي.آي) له أولويات مكلف بها:
- حماية الولايات المتحدة من الهجمات الإرهابية
- مكافحة التجسس وأنشطة أجهزة المخابرات الأجنبية
- حماية الولايات المتحدة من الهجمات الإلكترونية والجرائم الإلكترونية عالية المستوى
- مكافحة الفساد على كافة المستويات
- حماية الحقوق المدنية
- مكافحة المنظمات الإجرامية الوطنية والعابرة للحدود
- مكافحة جرائم ذوي الياقات البيضاء (كالرشوة والاحتيال وغسيل الأموال والتزييف)
- مكافحة جرائم العنف الخطيرة.[3]

### الدخل
بلغت الميزانية الإجمالية لمكتب المباحث الفيدرالية، في السنة المالية 2019، حوالي 9.6 مليار دولار.
في طلب التفويض والميزانية المقدم للكونجرس الأمريكي للسنة المالية 2021، طلب مكتب التحقيقات الفيدرالي مبلغ 9,800,724,000 دولار من الكونجرس. خُصص من هذا المبلغ، 9,748,829,000 دولار للرواتب والمصاريف، و51,895,000 دولار للأعمال المتعلقة بالتشييد. شهد برنامج الرواتب والمصاريف في ذلك العام زيادة قدرها 199,673,00 دولار عن السنة الفائتة.

## تاريخ

### خلفية
في عام 1896، أُسس المكتب الوطني للتحقيقات الجنائية، وعمل على تزويد الوكالات في جميع أنحاء الولايات المتحدة بمعلومات تهدف لتحديد المجرمين المعروفين. خلف اغتيال الرئيس ويليام ماكينلي في عام 1901 تصورًا عامًا بوقوع الولايات المتحدة تحت تهديد اللاسلطويين. كانت وزارتا العدل والعمل حينها قد جمعت معلومات عن اللاسلطويين لسنوات طويلة، إلا أن الرئيس ثيودور روزفلت طلب المزيد من الاهتمام بمراقبتهم.
كُلفت وزارة العدل بتنظيم عمليات التجارة بين الولايات الأمريكية منذ عام 1887، مع أنها كانت تفتقر للعدد الكافي من الموظفين لإتمام هذه المهمة. لم تبذل الوزارة سوى القليل من الجهد لتعويض النقص في عدد موظفيها لتتمكن من أداء المهمة الجديدة الموكلة إليها، واستمر هذا الحال حتى فضيحة الاحتيال على أراضي ولاية أوريغون في مطلع القرن العشرين. أصدر الرئيس روزفلت تعملياته للمدعي العام، تشارلز بونابرت، بإطلاق شعبة خاصة بالتحقيقات تكون مسؤولة فقط أمام المدعي العام.
تواصل المدعي العام، تشارلز بونابرت، مع الوكالات الأخرى، بما في ذلك وكالة الخدمة السرية، للتعاون مع الموظفين والمحققين. بتاريخ 27 مايو 1908، حظر الكونجرس استغلال وزارة العدل لموظفي وزارة المالية، مشيرًا إلى مخاوفٍ بشأن لعب الوكالة الجديدة لدور قسم شرطة سري. بطلب من روزفلت، تحرك بونابرت مرة أخرى لتأسيس مكتب تحقيق رسمي امتلك بعدها مجموعة خاصة به من العملاء الخاصين.

### تأسيس مكتب التحقيقات
أسس مكتب التحقيقات (BOI) في 26 يوليو 1908. استخدم المدعي العام تشارلز بونابرت أموال وزارة العدل لتعيين أربع وثلاثين شخصًا، بمن فيهم قدامى العملاء بوكالة الخدمة السرية، للعمل في وكالة التحقيق جديدة. كان ستانلي فينش أول «رئيس» للمكتب الجديد، وحمل حينها لقب «مدير». أخطر بونابرت الكونجرس بهذه الإجراءات في شهر ديسمبر 1908.
تمثلت المهمة السرية الأولى لمكتب التحقيقات بزيارة بيوت الدعارة وإجراء دراسات استقصائية عنها استعدادًا لتطبيق «قانون الاتجار بالعبيد ذوي البشرة البيضاء»، أو قانون مان، الذي صدر بتاريخ 25 يونيو 1910. في عام 1932، غُير اسم المكتب إلى مكتب الولايات المتحدة للتحقيق.

### تأسيس مكتب التحقيقات الفيدرالي
في العام التالي، عام 1933، رُبط عمل مكتب التحقيقات بعمل مكتب منع الكحول، وأعيد تشكيل شعبة التحقيقات (DOI)؛ التي أصبحت، في عام 1935، جهة مستقلة داخل وزارة العدل الأمريكية. في نفس العام، تغير اسم شعبة التحقيقات بشكل رسمي إلى مكتب التحقيقات الفيدرالي.

### جون إدغار هوفر مديرًا لمكتب التحقيقات الفيدرالي

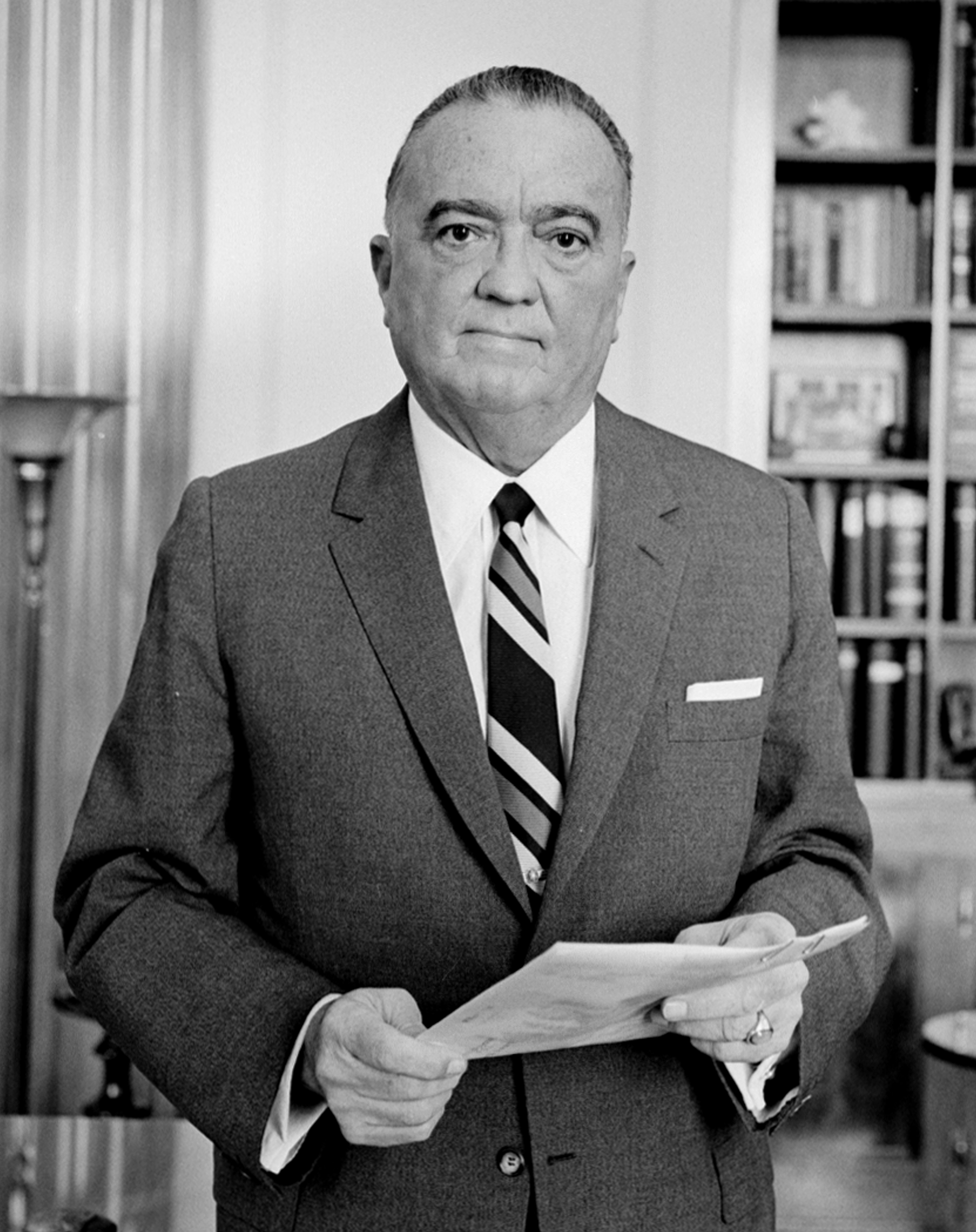
جون إدغار هوفر، مدير مكتب التحقيقات الفيدرالي من عام 1924 إلى 1972.

خدم جون إدغار هوفر في منصب مدير مكتب التحقيقات الفيدرالي من عام 1924 إلى عام 1972، بمجموع 48 عام، مواكبًا تغيرات اسمه من مكتب التحقيقات إلى شعبة التحقيقات وحتى مكتب التحقيقات الفيدرالي. كان هوفر مسؤولًا بشكل رئيسي عن إنشاء مختبر الكشف عن الجرائم العملية، أو مختبر مكتب التحقيقات الفيدرالي الذي افتُتح بشكل رسمي في عام 1932، ومثل ذلك جزءًا من مهتمه الهادفة لإضفاء صفة الاحترافية على التحقيقات التي تجريها الحكومة. كان هوفر طرفًا في معظم القضايا والمشاريع الرئيسية التي تعامل معها مكتب التحقيقات الفيدرالي خلال فترة ولايته. لكن، وكما هو مفصل أدناه، عرفت فترة شغله لمنصب مدير مكتب التحقيقات بكونها مثيرة للجدل، خصوصًا خلال سنوات عمله الأخيرة. بعد وفاة هوفر، أصدر الكونجرس الأمريكي تشريعًا حدد فيه فترة ولاية مديري مكتب التحقيقات الفيدرالي المستقبليين بعشر سنوات فقط.
تضمنت أولى التحقيقات بجرائم القتل التي أشرف عليها مكتب التحقيقات الفيدرالي جرائم قتل أفراد من أمة الأوساج. خلال فترة «الحرب على الجريمة» في ثلاثينيات القرن العشرين، ألقى عملاء مكتب التحقيقات الفيدرالي القبض على –وقتلوا- عددًا من المجرمين سيئي السمعة الذين ارتكبوا عمليات اختطاف وسطو على البنوك وجرائم قتل في جميع أنحاء البلاد، بما في ذلك جون ديلينجر، ونيلسون ذو الوجه الطفولي، وكيت «الأم» باركر، وألفين كاربيس «المفزع»، وجورج كيلي «الرشاش».
ركزت الأنشطة الأخرى لأولى عقود عمل المكتب على نشاطات مجموعة كو كلوكس كلان المؤمنة بتفوق العرق الأبيض، وتمكن المكتب من إثبات تورط هذه المجموعة بعملية إعدام الناشطة فيولا ليوزو من دون محاكمة. في وقت سابق، زعم مجلس الاستثمار البريطاني، من خلال أعمال المتحرّ الأمريكي إدوين أثيرتون، أنه تمكن من إلقاء القبض على جيش كامل من الثوار المكسيكيين الجدد بقيادة الجنرال إنريكي إسترادا في منتصف عشرينيات القرن الماضي شرقي سان دييغو بولاية كاليفورنيا.
بدأ هوفر استخدام التنصت على المحادثات التلفونية، في عشرينيات القرن العشرين وخلال فترة سريان قانون حظر الكحوليات، بهدف اعتقال المهربين. في قضية أولمستيد ضد الولايات المتحدة في عام 1927، والتي ألقي فيها القبض على أحد المهربين من خلال الاستعانة بتقنيات التنصت على المحادثات التلفونية، قضت المحكمة العليا للولايات المتحدة الأمريكية بعدم انتهاك عمليات التنصت، التي قام بها مكتب التحقيقات الفيدرالي، للتعديل الرابع لدستور الولايات المتحدة الأمريكية باعتبارها عمليات تفتيش واستيلاء غير مشروعة، طالما لم يقتحم عناصر المكتب منزل الشخص المشكوك بتورطه بالتهريب لاستكمال عملية التنصت. بعد إلغاء قانون حظر الكحوليات، أصدر الكونجرس في عام 1934 قانون الاتصالات الذي يحظر عمليات التنصت على المكالمات الهاتفية دون موافقة، إلا أنه لم يمنع استعمال أجهزة التنصت. في قضية ناردوني ضد الولايات المتحدة الأمريكية لعام 1939، قضت المحكمة بأن الأدلة التي حصل عليها مكتب التحقيقات الفيدرالي عن طريق التنصت على الهاتف غير مقبولة في المحكمة بموجب قانون عام 1934. بعد أن أبطل الحكم بقضية كارتر ضد الولايات المتحدة مفعول الحكم بقضية أولمستيد، أصدر الكونجرس الأمريكي قانون مكافحة الجريمة الشامل الذي سمح للسلطات العامة بالتنصت على الهواتف خلال التحقيقات طالما أنها حصلت مسبقًا على مذكرات توقيف. 

#### أمن وطني
بدءًا من أربعينيات القرن العشرين وحتى سبعينياته، حقق المكتب في قضايا التجسس ضد الولايات المتحدة الأمريكية وحلفائها. ألقي القبض على ثمانية من العملاء النازيين الذين خططوا لإجراء عمليات تخريبية ضد أهداف أمريكية، وأعدم ستة منهم (في قضية ريتشارد كويرين من طرف واحد). خلال تلك الفترة أيضًا، تمكن برنامج مكافحة تجسس مشترك بين الولايات المتحدة الأمريكية والمملكة المتحدة (أطلق عليه اسم مشروع فينونا) –شكل مكتب التحقيقات الفيدرالي جزءًا مهمًا منه- من فك رموز الاتصالات الدبلوماسية والاستخباراتية السوفييتية، ما سمح للحكومتين الأمريكية والبريطانية بفهم الاتصالات السوفييتية. أدركت المخابرات السوفييتية بعد هذه العملية قوة الأمريكيين وقدراتهم في مجال التنصت وفك الشيفرات. كان جون إدغار هوفر مديرًا لهذا المشروع، إلا أنه فشل في إبلاغ وكالة المخابرات المركزية (CIA) به حتى عام 1952. كانت قضية اعتقال الجاسوس السوفييتي رودولف آبل في عام 1957 واحدة من أهم القضايا التي عمل مكتب التحقيقات الفيدرالي عليها في تلك الفترة أيضًا. سمح اكتشاف الجواسيس السوفييت العاملين في الولايات المتحدة لهوفر بمتابعة هوسه طويل الأمد بدراسة التهديد الذي رآه في اليسار الأمريكي، بدءًا من الحزب الشيوعي الأمريكي، وحتى الليبراليين الأمريكيين.

## الهيكل التنظيمي
يتكون مكتب التحقيق الاتحادي من ست فروع وظيفية بالإضافة إلى المكتب الرئيسي أو مكتب المدير التنفيذي الذي يتم فيه التحكم بكافة العمليات الإدارية المتعلقة بالوكالة، لكل من الفروع السابقة مساعد مدير تنفيذي تقع عليه مسؤولية إدارة فرعه، ينقسم كل فرع إلى مكاتب لكلٍ منها مساعد مدير يتولى مسؤولية ادارتها ومراقبة سير عملياتها، تنقسم المكاتب إلى فروع يديرها نائب مساعد مدير ثم تنقسم الفروع إلى أقسام يديرها رئيس قسم.
يقدم المسؤلون في كل فرع التقارير إلى نائب المدير التنفيذي وتُرفع التقارير لاحقاً إلى المدير المشارك. الفروع الوظيفية الستة تتضمن:
- فرع الأمن القومي: مسؤول عن مكافحة الإرهاب وأسلحة الدمار الشامل واحباط عمليات وكالات الاستخبارات الأجنبية.
- فرع التحقيقات الجنائية: يحقق في الجرائم المنظمة والعنف والاعتداء على الملكيات الخاصة والفساد والجرائم التي يرتكبها الأشخاص ذوو النفوذ في المجتمع.
- فرع الاستخبارات: مسؤول عن تقديم الدعم الاستراتيجي للمكتب والتوجيه والإشراف على كافة عملياته الاستخباريه.
- فرع العلوم والتكنولوجيا: مهمته هي دعم المكتب عن طريق تطوير واكتشاف ما هو جديد في مجالي العلوم والتكنولوجيا وتقديم أدوات وطرق مبتكرة لتعزيز كل من أنشطة الاستخبارات والتحقيق.
- فرع التكنولوجيا والمعلومات: يقدم الدعم التكنولوجي والمعلوماتي.
- فرع الموارد البشرية: مسؤول عن تعيين وتدريب وتأهيل العملاء والفنيين والإداريين التابعين للوكالة.[14]

يُمثل مكتب المدير التنفيذي أو المكتب الرئيسي مركز عمليات الأف بي آي، ويوفر الدعم المالي والفني والإداري لكافة مكاتب وفروع وعناصر الوكالة بالإضافة إلى الفروع التنظيمية الستة. تقع مسؤولية إدارة المكتب الرئيسي على المدير المشارك الذي يشرف مباشرة على فرع التكنولوجيا والمعلومات التابع للوكالة.

### الرتب
- ميدانياً

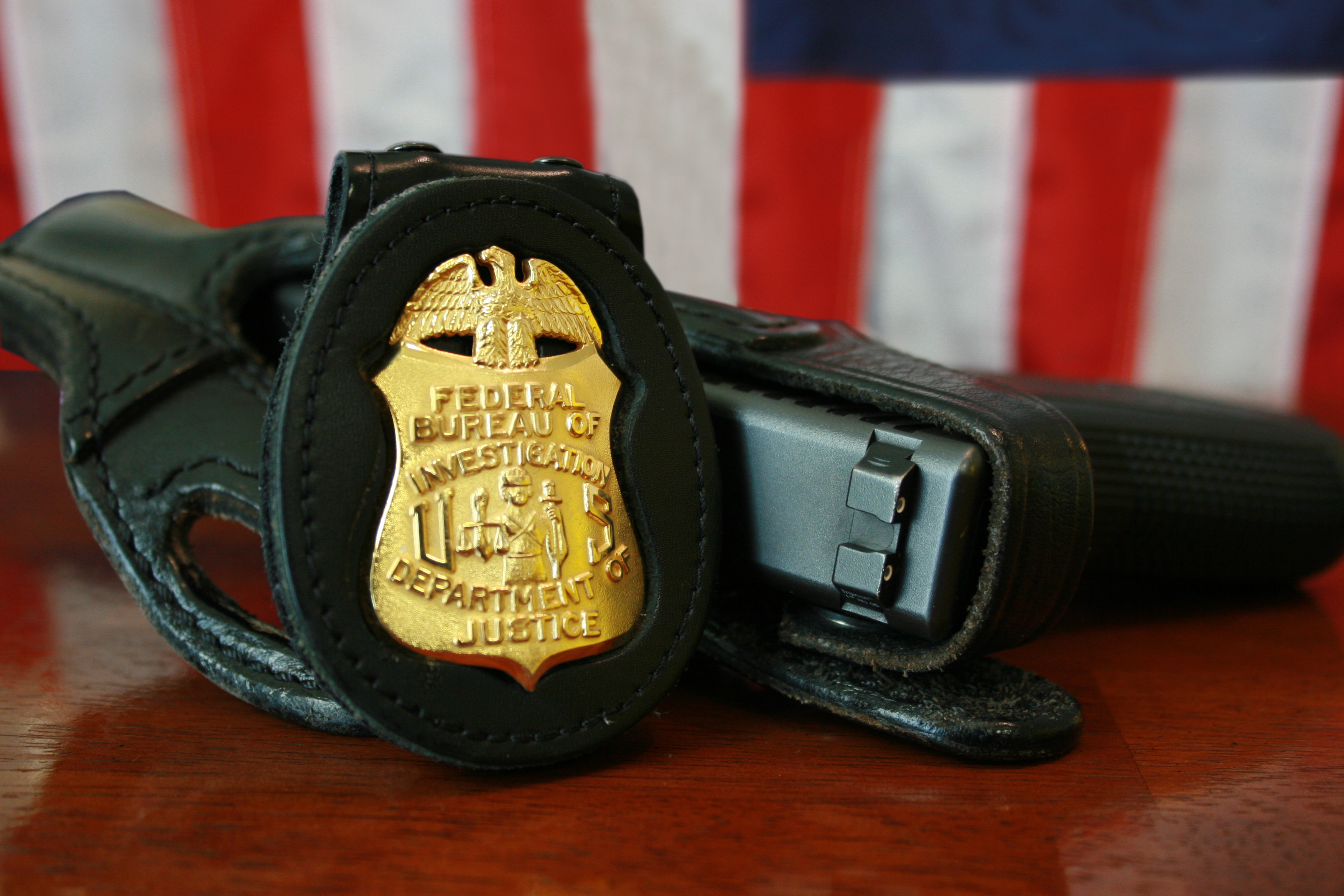
مسدس وشارة الأف بي آي

  - محقق تحت التدريب Probationary Agent
  - محقق Special Agent
  - كبير المحققين Senior Special Agent
  - مشرف على المحققين Supervisory Special Agent
  - مساعد مسؤول المحققين Assistant Special Agent-in-Charge (ASAC)
  - مسؤول المحققين Special Agent-in-Charge (SAC)
- إدارياً
  - رئيس قسم Section Chief
  - نائب مساعد مدير Deputy Assistant Director
  - مساعد مدير Assistant Director
  - نائب مساعد مدير تنفيذي Associate Executive Assistant Director
  - مدير تنفيذي مساعد Executive Assistant Director
  - نائب مدير مشارك Associate Deputy Director
  - نائب مدير Deputy Director
  - مدير Director

## البنية التحتية

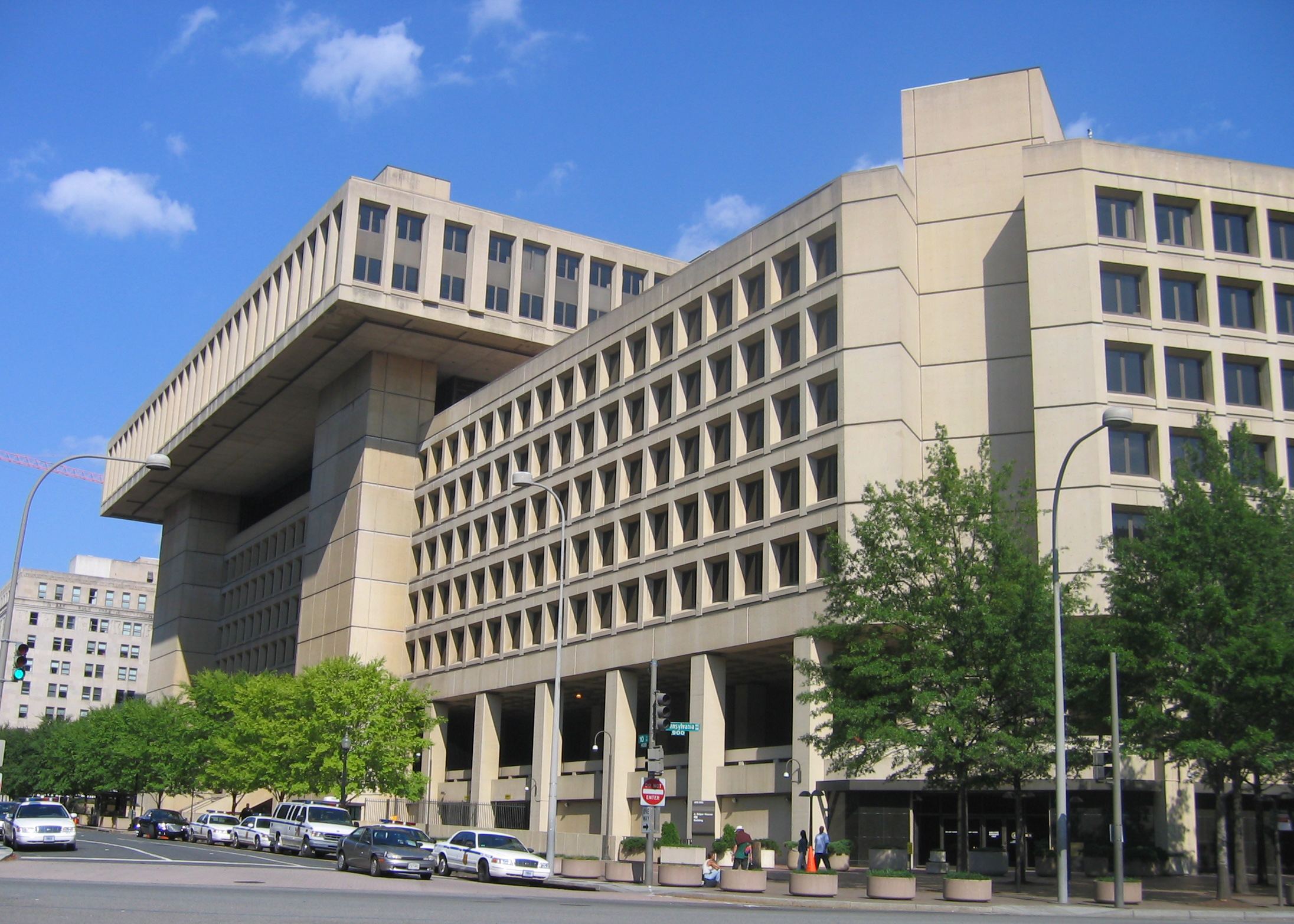
مقر الأف بي آي في مبنى جي ادغار هوفر

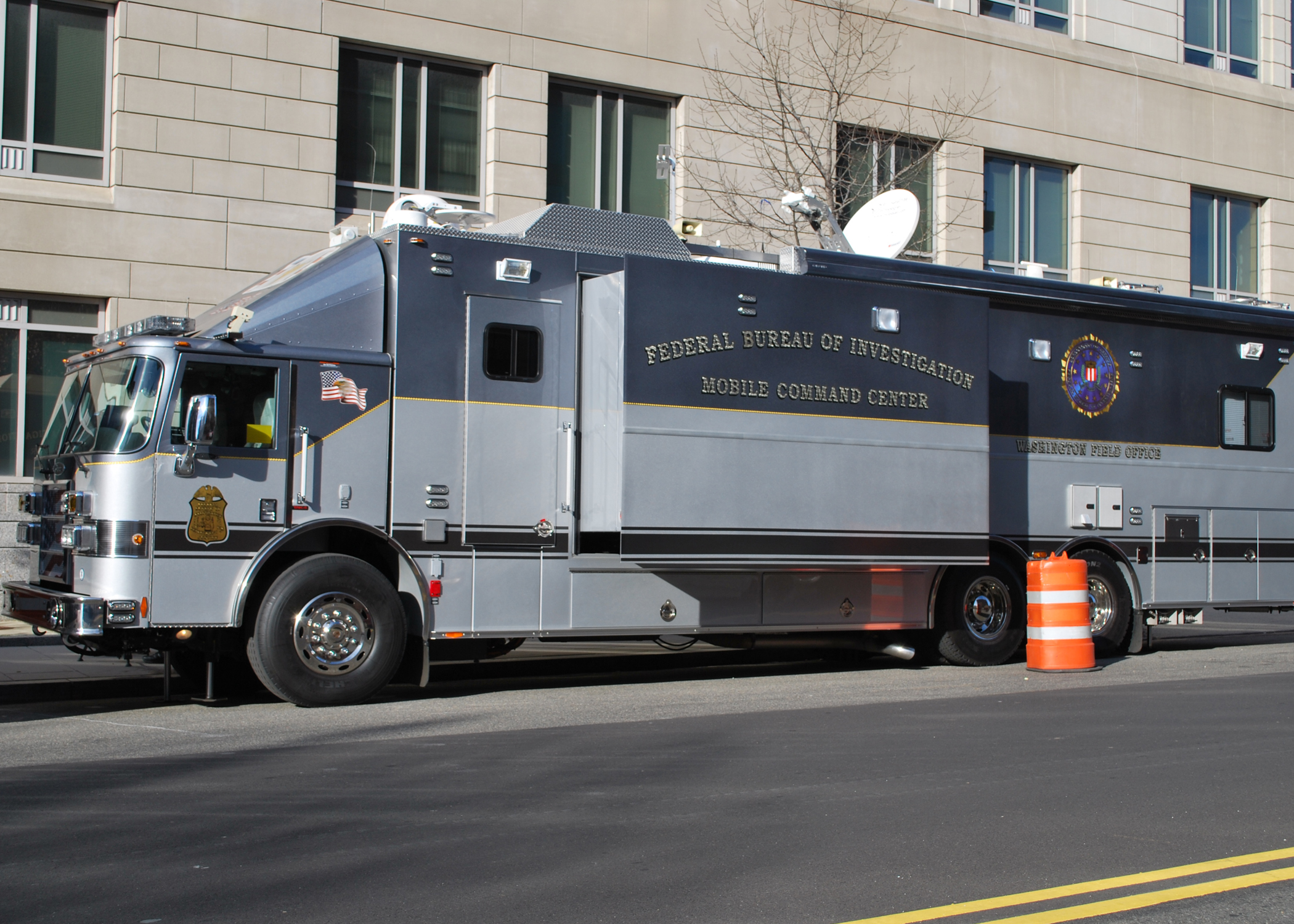
مركز القيادة المتنقل التابع للأف بي آي

يوجد مقر مكتب التحقيق الاتحادي في مبني جي ادغار هوفر J. Edgar Hoover Building في واشنطون، ويتبع له 56 مكتب تحقيق مركزي في المدن البارزة في الولايات المتحدة, وأكثر من 400 مكتب تحقيق محلي في المدن والمناطق الأقل أهمية، بالإضافة إلى 50 مكتب تحقيق دولي في القنصليات والسفارات الأمريكية حول العالم. توجد مراكز تابعة لمكتب التحقيق الاتحادي في كوانتيكو في فرجينيا وقاعدة بيانات في كلاركسبيرغ غربي فرجينيا وتضم 96 مليون بصمة تم تخزينها بعد جمعها من كافة أرجاء الولايات المتحدة الأمريكية وأخرى جمعتها استخبارات أمريكا لسجناء إرهبيين من مختلف الدول.

## رؤساء مكتب التحقيق الاتحادي

### رؤساء مكتب التحقيق الاتحادي خلال (1908-1935)
| # | الصورة | الاسم            | الفترة                         | المدة             | ملاحظات                      |
| - | ------ | ---------------- | ------------------------------ | ----------------- | ---------------------------- |
| 1 |        | ستانلي فينش      | 26 يوليو 1908 – 30 أبريل 1912  | 3 سنوات و 9 أشهر  | رئيس مكتب التحقيقات          |
| 2 |        | ألسكندر بيلاوسكي | 30 أبريل 1912 – 10 فبراير 1919 | 6 سنوات و 10 أشهر | رئيس مكتب التحقيقات          |
| — |        | وليام آلان       | 10 فبراير 1919 – 30 يونيو 1919 | بالوكالة (4 أشهر) | رئيس مكتب التحقيقات بالوكالة |
| 3 |        | ويليام فلين      | 1 يوليو 1919 – 21 أغسطس 1921   | سنتين وشهرين      |                              |
| 4 |        | ويليام بيرنز     | 22 أغسطس 1921 – 10 مايو 1924   | سنتين و 9 أشهر    |                              |
| 5 |        | ألكسندر ستانلي   | 10 مايو 1924 – 30 يونيو 1935   | 11سنة و شهر       |                              |

### رؤساء مكتب التحقيق الاتحادي من 1935 إلى الوقت الحالي
| # | الصورة | الاسم               | الفترة                          | المدة                              | ملاحظات                                                      | الرئيس                                 |
| - | ------ | ------------------- | ------------------------------- | ---------------------------------- | ------------------------------------------------------------ | -------------------------------------- |
| 1 |        | إدغار هوفر          | 1 يوليو 1935 - 2 مايو 1972      | 36 سنة، 10 أشهر                    | توفي بمنزله في العاصمة واشنطن جراء نوبة قلبية في 2 ماي 1972. |                                        |
| — |        | لويس باتريك جراي    | 3 مايو 1972 - 27 أبريل 1973     | بالوكالة (11 شهرا)                 |                                                              |                                        |
| — |        | ويليام روكلزهاوس    | 30 أبريل 1973 - 9 يوليو 1973    | بالوكالة (3 أشهر)                  |                                                              |                                        |
| 2 |        | كيليرنس كيلي        | 9 يوليو 1973 - 15 فبراير 1978   | 4 سنوات و 6 أشهر                   |                                                              | ريتشارد نيكسون جيرالد فورد جيمي كارتر  |
| — |        | جيمس بي. آدامز      | 15 فبراير 1978 - 23 فبراير 1978 | بالوكالة (8 أيام)                  |                                                              | جيمي كارتر                             |
| 3 |        | وليام هيدجكوك وبستر | 23 فبراير 1978 - 25 مايو 1987   | 9 سنوات و 3 أشهر                   |                                                              | جيمي كارتر رونالد ريغان                |
| — |        | جون إي. أوتو        | 26 مايو 1987 - 2 نوفمبر 1987    | بالوكالة (7 أشهر)                  |                                                              | رونالد ريغان                           |
| 4 |        | ويليام سيسيونس      | 2 نوفمبر 1987 - 19 يوليو 1993   | 6 سنوات و 8 أشهر                   |                                                              | رونالد ريغان جورج بوش الأب بيل كلينتون |
| — |        | فلويد كلارك         | 19 يوليو 1993 - 1 سبتمبر 1993   | بالوكالة (2 أشهر)                  |                                                              | بيل كلينتون                            |
| 5 |        | لويس فريه           | 1 سبتمبر 1993 - 25 يونيو 2001   | 7 سنوات و 9 أشهر                   |                                                              | بيل كلينتون جورج دبليو بوش             |
| — |        | توماس بيكارد        | 25 يونيو 2001 - 4 سبتمبر 2001   | بالوكالة (3 أشهر)                  |                                                              | جورج دبليو بوش                         |
| 6 |        | روبرت مولر          | 4 سبتمبر 2001 - 4 سبتمبر 2013   | 12 سنوات و0 أيام                   |                                                              | - جورج دبليو بوش - باراك أوباما        |
| 7 |        | جيمس كومي           | 4 سبتمبر 2013 – 9 مايو 2017     | 3 سنوات و8 أشهر و5 أيام (1343 يوم) |                                                              | باراك أوباما                           |
| - |        | أندرو ماكيب         | 9 مايو 2017 - 1 أغسطس 2017      | 3 أشهر (بالوكالة)                  |                                                              | دونالد ترامب                           |
| 8 |        | كريستوفر راي        | 1 أغسطس 2017 - الآن             |                                    |                                                              | دونالد ترامب                           |

## وصلات خارجية
- مكتب التحقيقات الفيدرالي من اتحاد العلماء الأمريكيين (بالإنجليزية)
- ذا فولت - غرفة القراءة الإلكترونية لمكتب التحقيقات الفيدرالي (أُطلِقت في أبريل 2011) (بالإنجليزية)
- مؤلفات مكتب التحقيقات الفيدرالي في مشروع غوتنبرغ
- أعمال مكتب التحقيقات الفيدرالي في ليبري فوكس
- مجموعة وثائق وملفات من مكتب التحقيقات الفيدرالي حول أكثر من 1,100 موضوع على أرشيف الإنترنت (بالإنجليزية)